# 伊喬科略山 (玻利維亞-秘魯)
14°41′57″S 69°14′55″W / 14.69917°S 69.24861°W
伊喬科略山（Ichocollo），是南美洲的山峰，位於玻利維亞和秘魯接壤的邊境，由弗朗茨塔馬約省和聖安東尼奧德普蒂納省負責管轄，屬於阿波洛班巴山脈的一部分，海拔高度5,423米。